# Joseph Stein
Joseph Stein (30. maj 1912 – 24. oktober 2010) var en amerikansk manuskriptforfatter til amerikanske musicals og film. Han blev født i New York City af jødiske forældre der kom fra Polen. Stein voksede op i Bronx og dimitterede i 1935 fra CCNY, med en BS grad, fik så en Master of Social Work fra Columbia University i 1937. Han begyndte sin karriere som en psykiatrisk socialrådgiver fra 1939 til 1945 samtidig med at han skrev i fritiden. Joseph Steiner var kendt for manuskipterne til Spillemand på en tagryg (Fiddler on the Roof) og Zorba, Grækeren